# Патнем (округ, Міссурі)
Шаблон:StateAbbr_ 40°29′ пн. ш. 93°01′ зх. д. / 40.48° пн. ш. 93.02° зх. д.
Округ Патнем (англ. Putnam County) — округ (графство) у штаті Міссурі, США. Ідентифікатор округу 29171.

## Історія
Округ утворений 1845 року.

## Демографія
За даними перепису 
2000 року 
загальне населення округу становило 5223 осіб, усе сільське.
Серед мешканців округу чоловіків було 2560, а жінок — 2663. В окрузі було 2228 домогосподарств, 1517 родин, які мешкали в 2914 будинках.
Середній розмір родини становив 2,83.
Віковий розподіл населення поданий у таблиці:
| Стать    | До 15 років | 15-21 | 22-29 | 30-39 | 40-49 | 50-65 | 65-85 | Понад 85 |
| -------- | ----------- | ----- | ----- | ----- | ----- | ----- | ----- | -------- |
| Чоловіки | 550         | 213   | 191   | 344   | 334   | 487   | 401   | 40       |
| Жінки    | 485         | 196   | 197   | 328   | 327   | 491   | 535   | 104      |

## Суміжні округи
- Аппанус, Айова — північний схід
- Скайлер — схід
- Адер — південний схід
- Салліван — південь
- Мерсер — захід
- Вейн, Айова— північний захід

## Виноски
1. ↑  U.S. Decennial Census. United States Census Bureau. Процитовано 18 листопада 2014.
2. ↑  Historical Census Browser. University of Virginia Library. Архів оригіналу за 11 серпня 2012. Процитовано 18 листопада 2014.
3. ↑  Population of Counties by Decennial Census: 1900 to 1990. United States Census Bureau. Процитовано 18 листопада 2014.
4. ↑  Census 2000 PHC-T-4. Ranking Tables for Counties: 1990 and 2000 (PDF). United States Census Bureau. Процитовано 18 листопада 2014.
5. ↑  State & County QuickFacts. United States Census Bureau. Архів оригіналу за 30 грудня 2015. Процитовано 12 вересня 2013.(англ.) Наведено за англійською вікіпедією.
6. ↑  American FactFinder. Бюро перепису населення США. Архів оригіналу за 26 лютого 2012. Процитовано 31 січня 2008.

| США | Це незавершена стаття з географії США. Ви можете допомогти проєкту, виправивши або дописавши її. |